# Maison des Ménétriers
La maison des Ménétriers est un monument historique situé à Ribeauvillé, dans le département français du Haut-Rhin.

## Localisation
Ce bâtiment est situé au 14 Grand-Rue à Ribeauvillé.

## Historique
L'édifice fait l'objet d'une inscription au titre des monuments historiques depuis 1927.

## Architecture

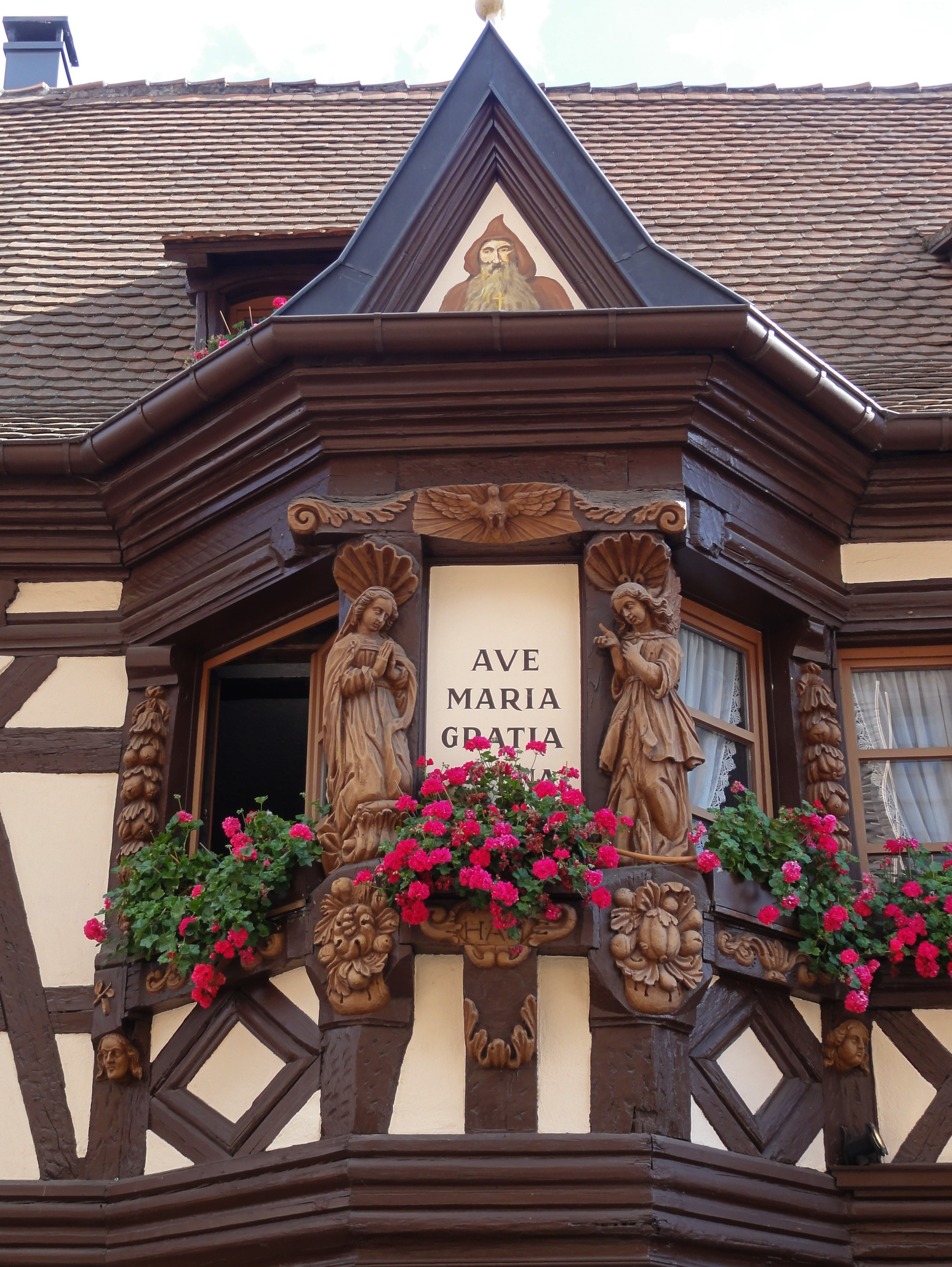
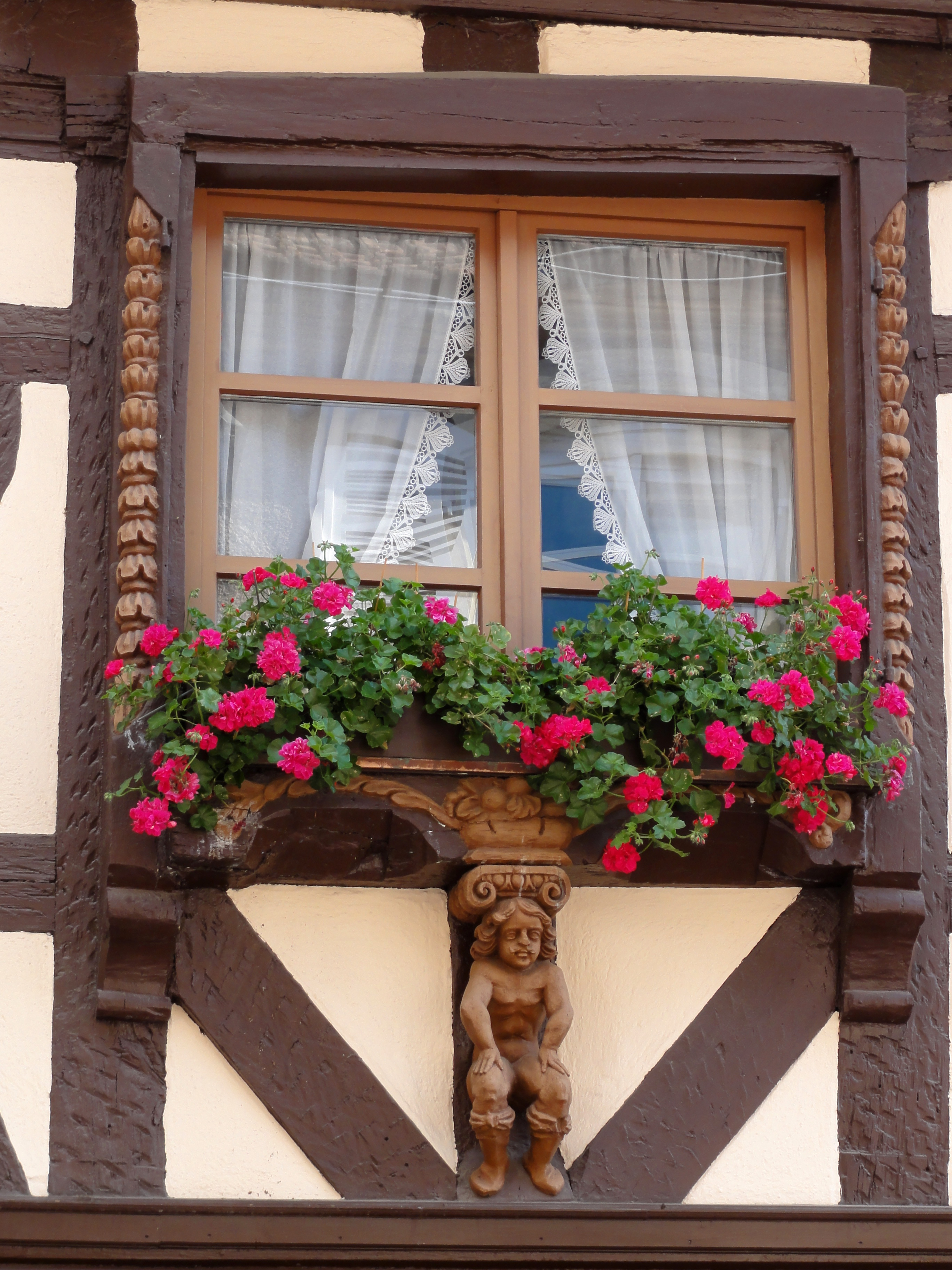
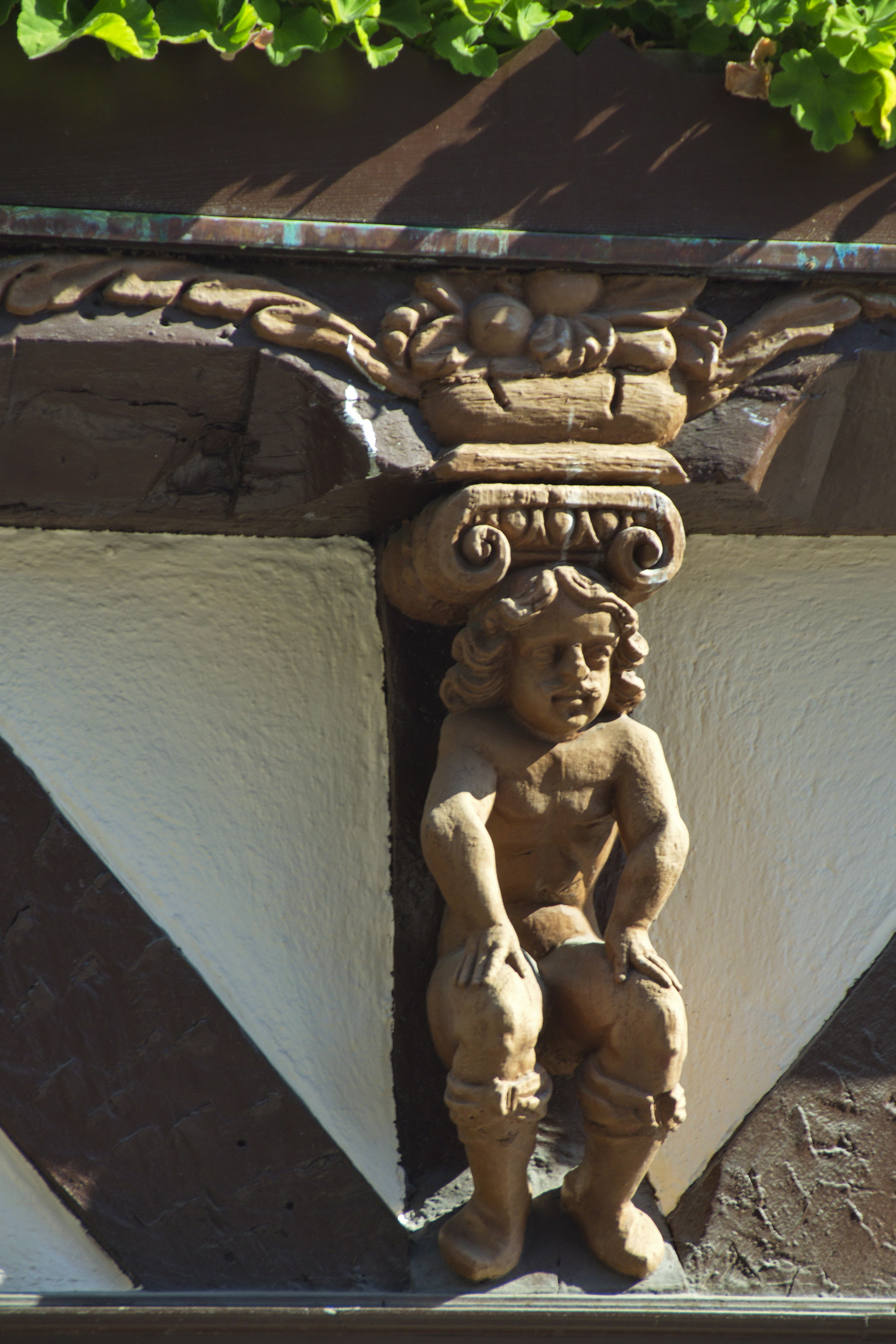
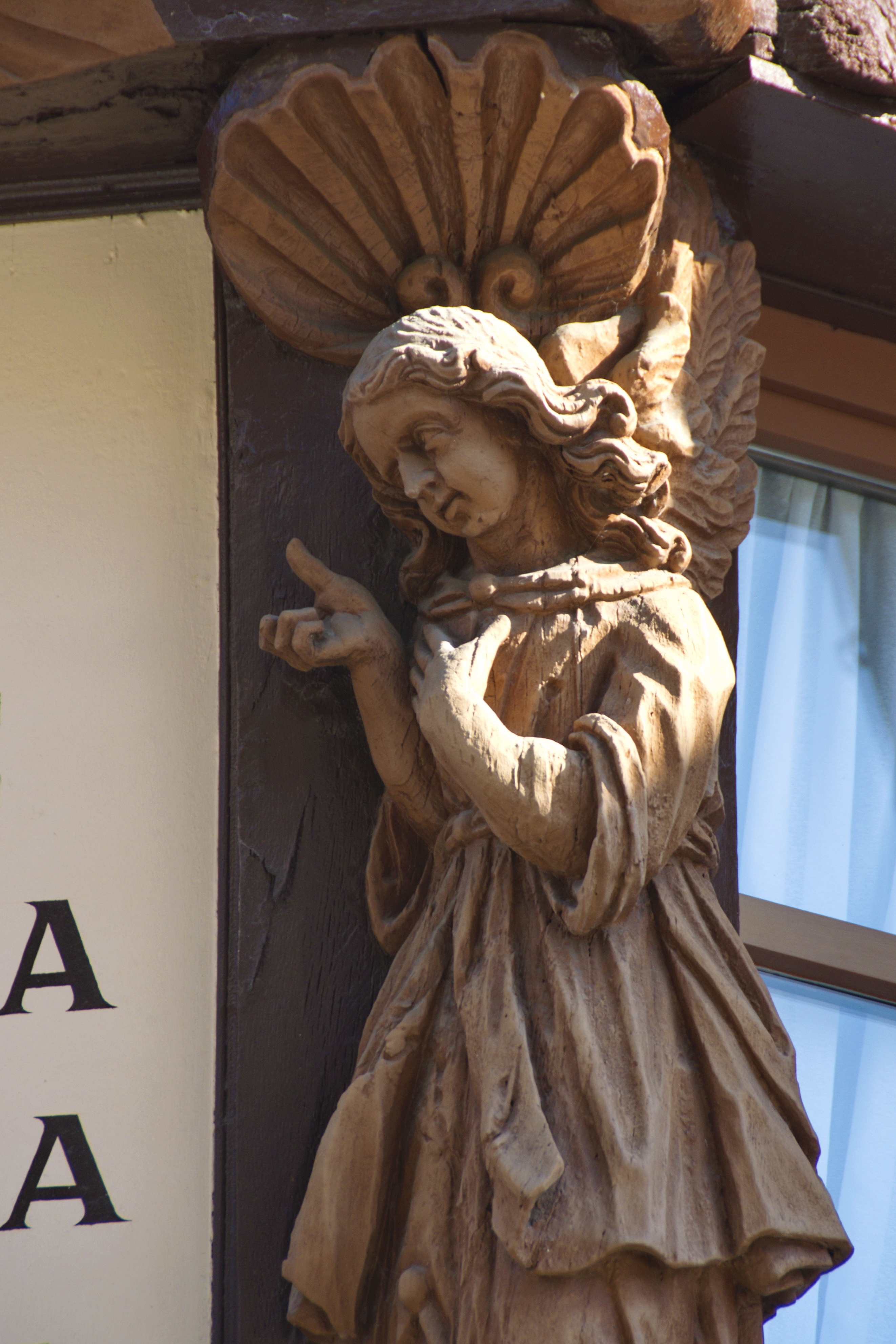